# لتش طبريا
لتش طبريا هو نوع من سمك اللُّتش النهريّ يعيش في بيئات المياه العذبة الضَّحلة قرب ضفاف البحيرات. النوع متوطّن في منطقة بلاد الشام، فهو يقطن ثلاث مناطق معروفةً فحسب بالعالم، هي بحيرات حوض نهر الأردن الثّلاث: بحيرة طبريا وبحيرة الحولة في شمال إسرائيل، وبحيرة المزيريب في جنوب سوريا. إلا أنَّه انقرض على الأغلب في معظم هذه المناطق الآن، فهو لم يعد معروفاً مؤخراً إلا من بحيرة المزيرب، لكن من جهة أخرى فإنّ آخر مشاهدةٍ له في تلك البحيرة كانت في الثمانينيات، ومع أنه وصف آنذاك بأنه كثير الانتشار فيها فقد تكون تلك إساءة تقديرٍ للنوع (أي أن السمكة التي سُجِّلت لم تكن لتش طبريا إنما نوعاً آخر)، ومن ثمَّ قد يكون نوعاً منقرضاً بالفعل الآن.